# Кулосаари (станция метро)
«Ку́лосаари» (фин. Kulosaari, швед. Brändö) — станция Хельсинкского метрополитена. Расположена между станциями «Каласатама» (расстояние до неё 1 км 816 м) и «Херттониеми» (расстояние до неё 1 км 442 м).
Расположена в районе Кулосаари на одноимённом острове. Это единственная станция Хельсинкского метро, находящаяся на острове.
Пассажиропоток: 2 432  человек в будний день (2005).
Это одна из самых первых станций Хельсинкского метро. Мимо неё 1 июня 1982 прошли самые первые поезда Хельсинкской подземки. Примечательно, что следующих двух станций — «Каласатама» и «Сёрняйнен» — тогда ещё не существовало, и следующей за «Кулосаари» сразу была «Хаканиеми» на расстоянии 3,9 км.
С 8 июня 2010 года станция была временно закрыта на реконструкцию,вновь открыта в 2011 году. Построен новый кассовый зал с эскалаторами, а также стены и крыша